# Unearth
Unearth es una banda estadounidense de metalcore proveniente de Boston, Massachusetts, formada en 1998. Se caracterizan por usar guitarras de siete cuerdas y bajos de cinco. El grupo ha lanzado seis álbumes de estudio. Su último álbum, Watchers of Rule, fue lanzado el 28 de octubre de 2014.

## Historia

### Primeros Pasos (1998-2002)
Unearth fue fundada por Trevor Phipps, Buz McGrath, Ken Susi, Mike Rudberg y Chris Rybicki en Lynn, Massachusetts en el año 1998. La banda inició su carrera bajo el nombre de Point 04 (solo con McGrath, Rudberg y Rybicki) y Susi fue reclutado tiempo después. La banda intento reclutar a Phipps el cual se estaba reponiendo de una apendicitis, pero ya estando repuesto aceptó. Poco tiempo después, cuando Phipps participó en una "Jam session" de una de las bandas de Susi, el proyecto Unearth tomo más seriedad, ya con Phipps integrado, el cual aceptó ingresar a la banda cuando escuchó el tema "Shattered by the Sun." El nombre de "Unearth" fue reutilizado por el baterista Mike Rudberg, debido a que así se llamaba su banda anterior, la cual se disolvió. En mayo de 1999 la banda lanzó su primer EP, titulado Above the Fall of Man, a través de una pequeña discográfica, Endless Fight Records. Unearth firmó contrato con Eulogy Recordings para lanzar a través del su primer álbum, The Stings of Conscience en el 2001 un EP, Endless en el 2002. Durante el proceso de Endless, Chris Rybicki abandono Unearth, pero al poc tiempo fue reemplazado por John Maggard.

### The Oncoming Storm (2003-2005)
Después de participar en giras y festivales como el New England Metal and Hardcore Festival y el Ozzfest, Mike Rudberg salió de la banda, antes de que esta se presentara en el The SXSWen el 2003. Además Buz McGrath abandono de igual manera a la banda por razones personales pero regresó al poco tiempo. La banda fue apoyada por Paulie Antignai de Sworn Enemy como un baterista temporal y Kia Eshghi de A Static Lullaby como guitarrista en vivo (antes de que Buz regresara).
Ya con Buz McGrath de regreso y Mike Justian (The Red Chord, Hassan I Sabbah) como baterista de tiempo completo, Unearth lanzó The Oncoming Storm a través de la famosa discográfica Metal Blade Records el 29 de junio de 2004. Poco tiempo después, ellos comenzaron una gira por Estados Unidos con Killswitch Engage, Shadows Fall y Lamb of God para Headbangers Ball de MTV. También salieron de gira con Slipknot al año siguiente. En el 2005, Unearth apareció en el primer Sounds Of The Underground tour con numerosas bandas tales como Norma Jean, GWAR, y All That Remains.

### In the Eyes of Fire(2006-2008)
A principios del 2006, la banda comenzó los preparativos para el siguiente álbum. Después de escribir todas las letras, comenzaron a grabar III: In the Eyes of Fire junto con el productor Terry Date en Seattle. Este trabajo fue un gran golpe en su creciente carrera, un factor que jizo que fueran más reconocidos rápidamente: "Trabajar con Terry Date fue un hazaña sorprendente para nosotros". Ya finalizado el álbum, la banda apareció de nueva cuenta en el Ozzfest, incluyendo canciones del nuevo álbum el cual estaba programado para lanzarse antes del 8 de agosto de 2006. Durante el lanzamiento, ellos encabezaron los titulares en el Sanctity of Brothers tour con Bleeding Through, Animosity, Through the Eyes of the Dead y Terror. Después de participar en el Loud Park festival en Japón, Unearth y Slayer saieron de gira por E.U. a principios del 2007 en el Christ Illusion tour, además de participar en una gira en el 2007 junto a Job for a Cowboy, Despised Icon, y DÅÅTH. Poco después participaron en una gira por Europa, E.U y Canadá junto a Dimmu Borgir, Devildriver y Kataklysm la cual iniciaron a mediados de abril. Fue durante esta gira cuando el baterista Mike Justian decidió abandonar Unearthd. Su partida no fue mal vista. Para terminar la gira, Gene Hoglan de Strapping Young Lad se integró a la banda. Ellos tocaron en el 2007 Download Festival con el baterista de Seemless y Kingdom of Sorrow Derek Kerswill el cual es miembro permanente de Unearth.  
El 7 de junio de 2007 se informó que III: In the Eyes of Fire había vendido más de 85,000 copias en E.U.
La banda lanzó un DVD, Alive from the Apocalypse el cual fue lanzado el 18 de marzo.

### The March(2008 en adelante)
El 14 de octubre de 2008, Unearth lanzó su cuarto álbum, titulado The March. El álbum cuenta con una nueva versión de la canción "The Chosen," la cual fue incluid en el álbum Aqua Teen Hunger Force Colon Movie Film for Theaters Colon the Soundtrack. La banda recientemente participa en una gira con Gwen Stacy, Whitechapel, The Acacia Strain y Protest the Hero. También participan en el Never Say Die Club Tour junto con Parkway Drive, Despised Icon, Architects, Protest The Hero, Whitechapel y Carnifex. También estarán en el Metal Hammer Defenders of the Faith tour con Lamb of God, Dimmu Borgir y Five Finger Death Punch
A principios del 2009, fue confirmado por billboard.com que The March había vendido más de 100,000 copias vía internet.

### Influencias musicales
La banda dijo en una entrevista con Metal Hammer que sus mayores influencias son Earth Crisis, At The Gates, In Flames, Slayer, los primeros trabajos de Metallica y los últimos de Pantera
También en una entrevista para MTV declararon tener una gran influencia por bandas como Anthrax, Testament y Iron Maiden

## Integrantes

### Actuales
- Trevor Phipps – voz (1998 - )
- Buz McGrath – guitarra solista(1998 - )
- Ken Susi – guitarra rítmica, segunda voz (1998 - )
- Nick Pierce – batería (2011 - )
- Chris O'Toole - bajo (2014 - )

### Miembros pasados
- Chris Rybicki – bajo (1998–2002)
- Mike Rudberg – batería (1998–2002)
- Mike Justian – batería (2002–2007)
- Derek Kerswill – batería (2007 - 2010)
- John Maggard – bajo, teclado, segunda voz (2002-2014)

### Miembros de sesión y en presentaciones en vivo
- Kia Eshghi - guitarra (2001-2004)
- Paulie Antignai - batería (2003)
- Peter Layman - guitarra (2005)
- Dave Stauble - guitarra (2002)
- Scott McDonald - guitarra (2001)
- Gene Hoglan - batería (2007)
- Emil Werstler - Guitarra (2009)
- Jordan Mancino - batería (2016)

Cronología

## Discografía
- The Stings of Conscience (2001)
- The Oncoming Storm (2004)
- III: In the Eyes of Fire (2006)
- The March (2008)
- Darkness In the Light (2011)
- Watchers of Rule (2014)
- Extinction(s) (2018)
- The Wretched; The Ruinous (2023)